# Hejlsminde
Hejlsminde ist ein Touristenort im Südosten der süddänischen Kolding Kommune. Hejlsminde liegt (Luftlinie) etwa 2 km südöstlich von der Ortschaft Hejls und 7 km östlich von Christiansfeld im Kirchspiel Hejls. Die Stadt Kolding ist in nordwestlicher Richtung ungefähr 15 km entfernt.
Der Name Hejlsminde stammt aus dem Jahre 1649, damals noch Heilsminde geschrieben.

## Natur
Hejlsminde liegt direkt an der Ostsee, genauer am Lillebælt (dt. Kleiner Belt) auf einer Höhe von circa null bis 25 Metern über dem Meeresspiegel in hügeligem Terrain. Direkt an das Bebauungsgebiet schließt sich südwestlich das Naturschutzgebiet und Vogelreservat Hejlsminde Nor an. Wenige Kilometer nördlich des Ferienortes befindet sich Skamlingsbanken, eine Endmoräne, welche mit bis zu 113 Metern über dem Meeresspiegel den höchsten Punkt Sønderjyllands bildet.

## Tourismus
Im Westen von Hejlsminde gibt es einen Campingplatz, nahezu der gesamte Ort besteht ansonsten aus Ferienhäusern. Aufgeteilt ist Hejlsminde in die Areale Hejlsminde Strand im Süden und Trappendal im Norden. Ganz im Süden von Hejlsminde liegt der Hafen des Ortes mit 72 Liegeplätzen für Boote.

## Sport
Im Jahr 2022 führte die 3. Etappe der 109. Austragung der Tour de France durch Hejlsminde. Auf der Hejlsmindebakken wurde mit der Côte de Hejlsminde Strand (40 m) eine Bergwertung der 4. Kategorie abgenommen. Sieger der Bergwertung war der Däne Magnus Cort Nielsen.